# سفارة اليابان في بيرو
سفارة اليابان في بيرو هي أرفع تمثيل دبلوماسي لدولة اليابان لدى بيرو. تقع السفارة في ليما وهي تهدف لتعزيز المصالح اليابانية في بيرو.

## وصلات خارجية
- قائمة سفارات اليابان
- قائمة السفارات في بيرو